# Ramón Pérez Díaz
Ramón Pérez Díaz (Armería, Colima, 27 de octubre de 1946-21 de agosto de 2024) fue un político mexicano, miembro del Partido Revolucionario Institucional. Fue Gobernador de Colima desde el 1 de noviembre de 2015 como consecuencia de la anulación de las elección de gobernador de ese mismo año.
Ramón Pérez Díaz fue Licenciado en Derecho egresado de la Universidad de Colima; y durante los últimos 30 años había ejercido como titular de la Notaría n.º 1 y fue presidente del Colegio de Notarios del estado de Colima.
Entre otros cargos políticos, fue procurador general de Justicia del estado en el gobierno de Griselda Álvarez, presidente del Supremo Tribunal de Justicia del Estado de Colima de 1991 a 1993, y de ese último año al de 1997 fue secretario General de Gobierno en la administración del gobernador Carlos de la Madrid Virgen.
El 23 de octubre de 2015 el Tribunal Electoral del Poder Judicial de la Federación declaró nulas las elecciones celebradas el 7 de junio del mismo año, retirando en consecuencia el nombramiento como Gobernador Electo a José Ignacio Peralta Sánchez y ordenando al Congreso de Colima a nombrar un gobernador interino. Tras varios enfrentamientos entre las fracciones parlamentarias del legislativo por la interpretación de quienes podrían ser presentados como candidatos a la designación, fue elegido para el cargo de gobernador interino el día 30 de octubre, debiendo ejercerlo para un periodo entre el 1 de noviembre de 2015 y el 18 de enero de 2016.